# Nacional Esporte Clube (Parintins)
O Nacional Esporte Clube, ou apenas Nacional, é um clube esportivo da cidade de Parintins, no  Amazonas. É um clube tradicional em sua cidade, onde conquistou por 9 vezes o torneio citadino de futebol, sendo o terceiro maior campeão local. 

## Símbolos

### Escudo
O escudo desta agremiação consiste em uma estrela azul com um círculo branco em seu interior, onde está concentrado um monograma com as letras N, E e C, que correspondem ao seu nome oficial. Por vezes, esse monograma foi trocado apenas por um N. Atualmente, desatenta às características históricas, a equipe tem adotado uma estrela amarela com as letras N e P, que significam "Nacional de Parintins".

### Cores
O Nacional de Parintins, apesar de não ter em seu escudo, utiliza também a cor vermelha, em conjunto com o azul e o branco. Por essa combinação, o clube ganhou a alcunha de "Tricolor de Aço".

### Uniforme
Os uniformes são, geralmente, compostos de conjunto branco com uma faixa vermelha e de duas a mais faixas azuis. 

### Jogos contra profissionais
- 11 de julho de 1954 - Nacional 4x2 Nacional de Manaus[4]
- 14 de novembro de 1954 - Nacional x América - Estádio Parque Amazonense (em Manaus)
- Outubro de 1960 - Nacional 2x0 Rio Negro[5]
- Outubro de 1960 - Nacional 1x1 Rio Negro[5]

## Títulos
- Campeonato Parintinense de Futebol - 9 vezes (1949-56-61-71-75-76-99-2000-01)